# 宗教的左派
宗教的左派（spiritual left、精神的左派、霊的左派とも訳せる）とは、左翼的な政見（社会正義、平和活動、経済的平等、環境保護など）を支持するが、政治哲学の上では自由主義や唯物論ではなく伝統的な宗教を基盤にしている層。

## 例
- ジム・ウォリス（w:Jim Wallis）：雑誌w:Sojournersの編集者で平和・貧困問題を訴える。
- マイケル・ラーナー（w:Michael Lerner）：雑誌ティックーン (Tikkun)の編集者でとして精神的な要素も加味した貧困の概念（New Bottom Line）を提起する。